# Danny Pintauro
Daniel John „Danny“ Pintauro (* 6. Januar 1976 in Milltown, New Jersey, USA) ist ein US-amerikanischer Schauspieler. In Deutschland wurde er vor allem durch seine Rolle als Jonathan Bower in der Sitcom Wer ist hier der Boss? bekannt.

## Leben
Pintauro ist der Sohn von Margaret L. Sillcocks und John J. Pintauro, einem Manager. Ab 1994 besuchte er das Middlesex County College in Edison und studierte bis zu seinem Abschluss im Juni 1998 Englische Sprache und Theaterwissenschaften an der Stanford University in Kalifornien.
Im September 2015 gab Pintauro in einem Interview mit Oprah Winfrey bekannt, dass er seit 2003 HIV-positiv ist. Er habe sich nach ungeschütztem Geschlechtsverkehr in Folge von Methamphetamin-Missbrauch mit HIV infiziert.
2014 heiratete er seinen Partner, den Entertainer Wil Tabares, in Kalifornien; er lebt mit seinem Ehemann in Las Vegas.

## Karriere
Bereits im Alter von sechs Jahren stand Pintauro zum ersten Mal für die Seifenoper Jung und Leidenschaftlich – Wie das Leben so spielt vor der Kamera, in der er von 1982 bis 1985 die Rolle des Paul Ryan spielte.
Eine seiner ersten Filmrollen hatte er 1983 in der Verfilmung von Stephen Kings Roman Cujo. Ab 1984 spielte er Jonathan Bower in der Serie Wer ist hier der Boss?, den er bis zur Einstellung der Serie im Jahr 1992 verkörperte. Nebenbei hatte er Nebenrollen in Fernsehserien wie Ein Engel auf Erden (2 Folgen, Sein bester Freund) und Filmen wie The Beniker Gang (1985) und Die Zeitfalle (Timestalkers) im Jahr 1987.
In den Fokus der Öffentlichkeit geriet er 1997, als er auf Druck des The National Enquirer in einem Interview sein Coming-out hatte. Unterstützung bekam er in dieser Zeit von seiner früheren Filmmutter Judith Light.
Nach seinem Studienabschluss konzentrierte er sich aufs Theater und spielte unter anderem in Schrille Nächte in New York (The Velocity of Gary) (1999), den Puck in einer Produktion von Ein Sommernachtstraum in Ithaca (2001) sowie in Mommie Queerest (2012).
2005 kam es zu einem Wiedersehen mit seiner Serienfamilie aus Wer ist hier der Boss? in der Tony Danza Show seines ehemaligen Schauspielkollegen Tony Danza.
2006 war er in einer Nebenrolle in dem Film The Still Life zu sehen und im Jahr 2010 hatte er einen Gastauftritt in der Fernsehserie The Secret Life of the American Teenager sowie in dem nach nur vier Folgen eingestellten Comedy-Format Laugh Track Mash-ups an der Seite von Dan Levy. Zwischenzeitlich verdiente sich Pintauro seinen Lebensunterhalt als Verkäufer der Marke Tupperware.
2016 spielte er in der zweiten Staffel der durch Crowdfunding finanzierten Webserie Unsure/Positive. mit, die sich mit den Herausforderungen HIV-positiver Menschen im Leben beschäftigt; das Format wurde im April 2017 auf dem Boston International Film Festival aufgeführt
Pintauro, der sich weitestgehend aus der Schauspielerei zurückgezogen hat, arbeitet in Las Vegas Valley als Restaurantleiter einer asiatischen Casual Dining-Restaurantkette.

## Filmografie
| Jahr | Titel                                                      | Rolle          |
| ---- | ---------------------------------------------------------- | -------------- |
| 1983 | Cujo                                                       | Tad Trenton    |
| 1985 | The Beniker Gang                                           | Ben Beniker    |
| 1987 | Die Zeitfalle                                              | Billy McKenzie |
| 1990 | Der große amerikanische Sexskandal (Jury Duty: The Comedy) | Kevin Worth    |
| 2006 | The Still Life                                             | Stefan         |

| Jahr      | Titel                                               | Rolle                               |
| --------- | --------------------------------------------------- | ----------------------------------- |
| 1982–1985 | Jung und Leidenschaftlich – Wie das Leben so spielt | Paul Ryan                           |
| 1987      | Ein Engel auf Erden                                 | Alex (2 Folgen)                     |
| 1984–1992 | Wer ist hier der Boss?                              | Jonathan Bower                      |
| 2010      | The Secret Life of the American Teenager            | Folge: Ben There, Done That         |
| 2010      | Laugh Track Mash-ups                                | Milton                              |
| 2015      | Oprah: Where are they now?                          | Interview mit Oprah Winfrey auf OWN |
| 2016      | Unsure/Positive.                                    | Webserie, Staffel 2                 |

## Theater
| Titel                                                                               | Ort |
| ----------------------------------------------------------------------------------- | --- |
| Ein Sommernachtstraum als Puck                                                      | Ithaca (2001) |
| Paula Vogels Hot n’ Throbbing als Calvin                                            | Arena Stage, Washington D.C. |
| Gross Idecency: The Three Trials of Oscar Wilde                                     | Charlotte Rep, Charlotte, North Carolina                                                                                        |
| James Stills Schrille Nächte in New York (The Volocity of Gary (Not His Real Name)) | Off-Off-Broadway, New York; New Conservatory Theatre, San Francisco; Theatre! Theatre!, Portland, Oregon; The Duplex, New York. |
| Mommie Queerest                                                                     | (2012) |